# نیکی وندولا
نیکی وندولا (ایتالیایی: Nichi Vendola؛ زادهٔ ۲۶ اوت ۱۹۵۸) یک سیاست‌مدار، شاعر، و روزنامه‌نگار اهل ایتالیا است.

## زندگی شخصی
او در 26 اوت سال 1958 در ترلیتسی،استان باری متولد شد.وی در سال 1978 به عنوان یک مرد همجنسگرا آشکارسازی کرد.